# ノア・ヴァイスハウプト
ノア・ラファエル・ヴァイスハウプト（Noah Raphael Weißhaupt、2001年9月20日 - ）は、ドイツ・ロストック出身のサッカー選手。SCフライブルク所属。ポジションはFW。

## クラブ経歴
ロストックに生まれ、2012年からSCフライブルクの下部組織で指導を受けた。2020-21シーズンからリザーブチームへ昇格し、2021年6月15日、クラブとの契約を延長すると同時にトップチーム昇格が決定した。
2021年9月12日、ブンデスリーガの1.FCケルン戦にて、87分にルーカス・キュブラーとの途中交代でトップチームデビューを果たした。

## 代表経歴
2018年からドイツの世代別代表に招集されており、2023年にはUEFA U-21欧州選手権2023に出場した。